# کوم جی هیون
کوم جی هیون (کره‌ای: 금지현؛ زادهٔ ۱۷ مارس ۲۰۰۰) ورزشکار ورزش تیراندازی اهل کره جنوبی است. او در مسابقات جهانی تیراندازی ۲۰۱۸ شرکت کرد.
وی در مسابقات کشوری و بین‌المللی در مجموع برندهٔ ۵ مدال طلا، ۱ مدال نقره، ۳ مدال برنز شده است.